# Kovar
Kovar ist eine Handelsmarke der US-amerikanischen Firma CRS Holdings Inc. und bezeichnet Legierungen, die einen geringen Wärmeausdehnungskoeffizienten haben, typischerweise etwa 5 ppm/K, der damit geringer als der Koeffizient typischer Metalle ist.
Eine typische Zusammensetzung ist 54 % Eisen, 29 % Nickel und 17 % Cobalt (Angaben in Massenprozent).
Einige technische Keramiken (z. B. Aluminiumoxid Al2O3, Aluminiumnitrid AlN) und Halbleitermaterialien haben Wärmeausdehnungskoeffizienten in gleicher Größenordnung. Im Bereich der Mikroelektronik und Mikrosystemtechnik wird deshalb Kovar als Gehäusewerkstoff oder als Submount eingesetzt. Submounts liegen zwischen dem eigentlichen Trägermaterial und Material mit meistens deutlich größerem Ausdehnungskoeffizienten (Sandwichprinzip). Das Kovar-Submount dient also als ausgleichendes Element, welches die durch die unterschiedlichen Wärmeausdehnungskoeffizienten der anderen Materialien verursachten thermomechanischen Spannungen aufnimmt bzw. verringert.
In gleicher Weise dienen Kovar-Materialien für Metall-Glas-Durchführungen von elektronischen Bauelementen, Materialübergängen in Vakuumkammern u. ä. So gibt es zum Beispiel spezielle Borosilikatgläser, die eine identische Ausdehnung wie Kovar besitzen, daher können sie direkt mit der Legierung verschmolzen werden und die Legierung kann so zum Beispiel zur Stromzufuhr in Röntgenröhren verwendet werden.
Das ähnliche Invar bezeichnet Legierungen mit einem Wärmeausdehnungskoeffizienten nahe 0.